# Turul Franței 2012
Turul Franței 2012 este cea dea 99-a ediție a Turului Franței. Sa desfășurat de la 30 iunie până la 22 iulie. Prima etapă a avut loc în Liège și ultima în Paris.